# Aglabida művészet

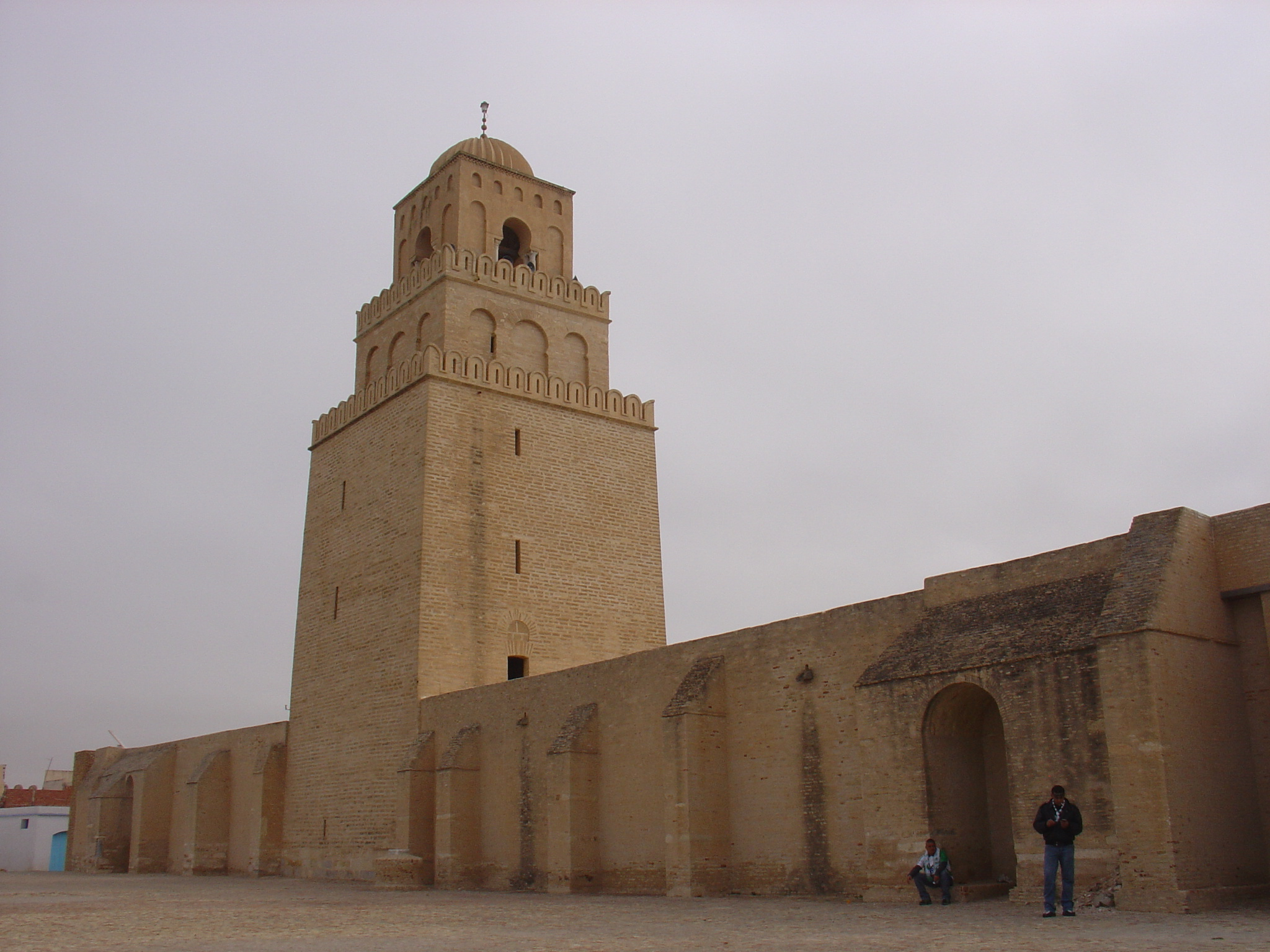
A kairuáni nagymecset

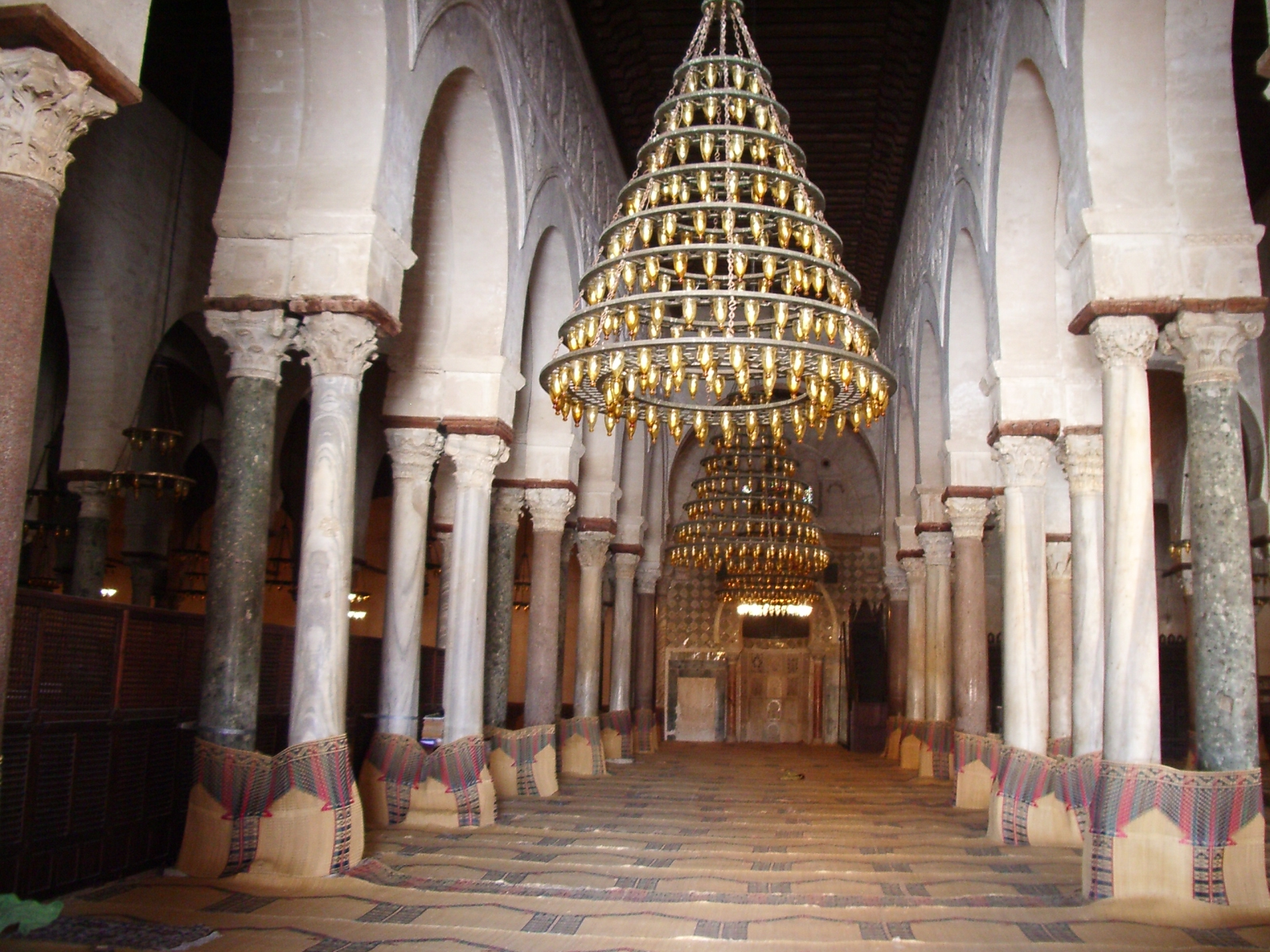
A kairuáni nagymecset belső tere

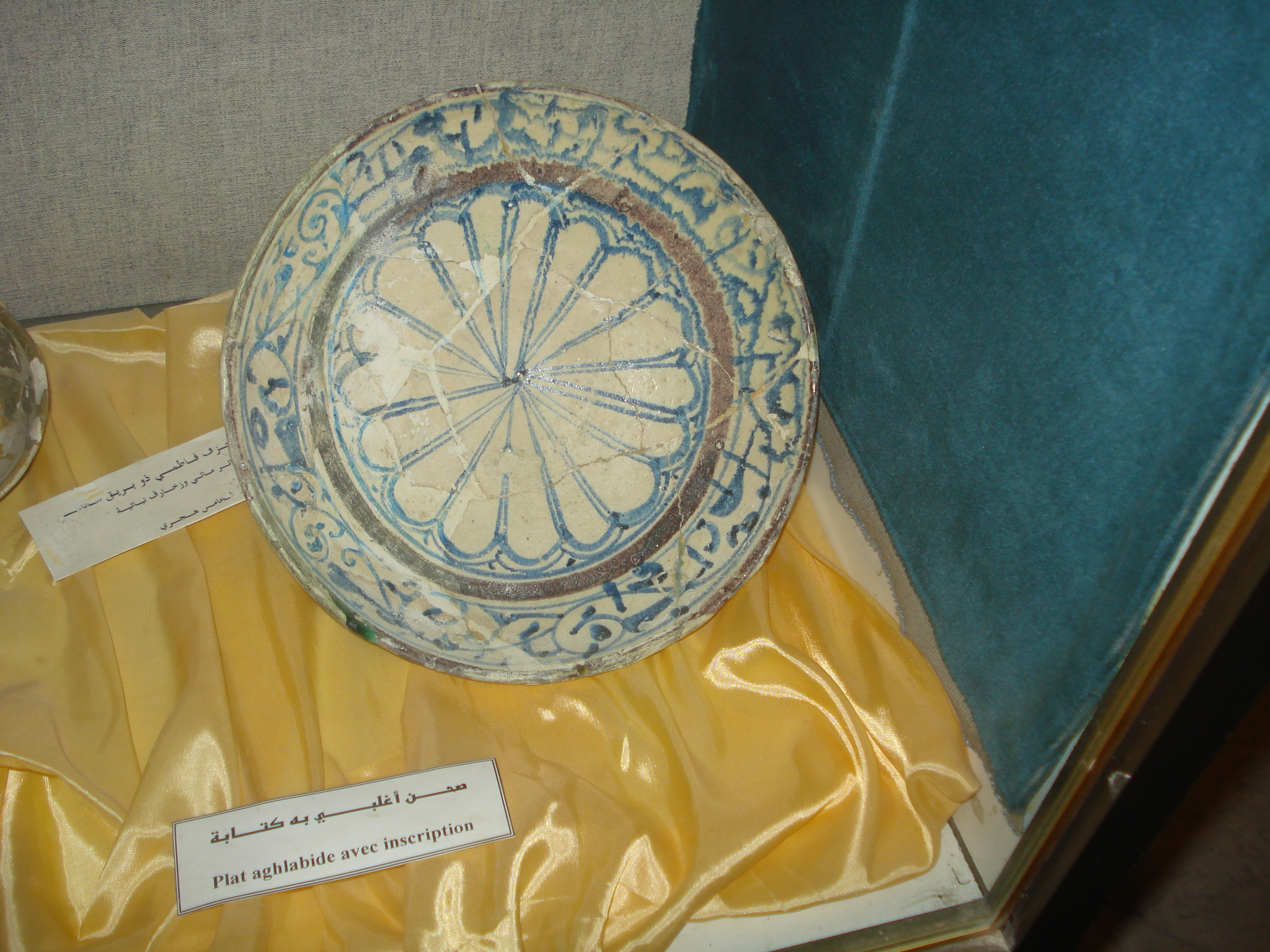
Mázas kerámia az aglabida korból

Az aglabida művészethez tartozik a 9.-10. században részben a mai Tunézia és Egyiptom egy részén uralkodó berber Aglabida-dinasztia uralma alatt Észak-Afrikában, ezen belül főként Tunézia és Egyiptom területén készült műalkotások együttese.

## Az Aglabidák története
647-ben az arabok lassan előrevonultak Ifríkíjába, a Római Birodalom egykori Africa tartományába. A tartomány kezdetben az Omajjádok irányítása alatt állt 749-ig, majd őket követték az Abbászidák. A 8. századra egyre nagyobb fenyegetést jelentettek a berber törzsek a Bagdadból jött kormányzókra, így felkelések robbantak ki Ifríkíja területén. Hárún ar-Rasíd (786–809) ekkor egyik hadvezérét azzal bízta meg, a horászáni Ibráhím ibn al-Aglabot, hogy verje le a lázadókat és állítsa helyre a rendet. Cserébe Hárún ar-Rasid ráhagyta Ifríkíja emirátusát. Ibráhím és utódai, az Aglabidák széles körű autonómiával rendelkeztek, de adót kellett fizetniük az abbászidáknak.

## Az Aglabidák építészete

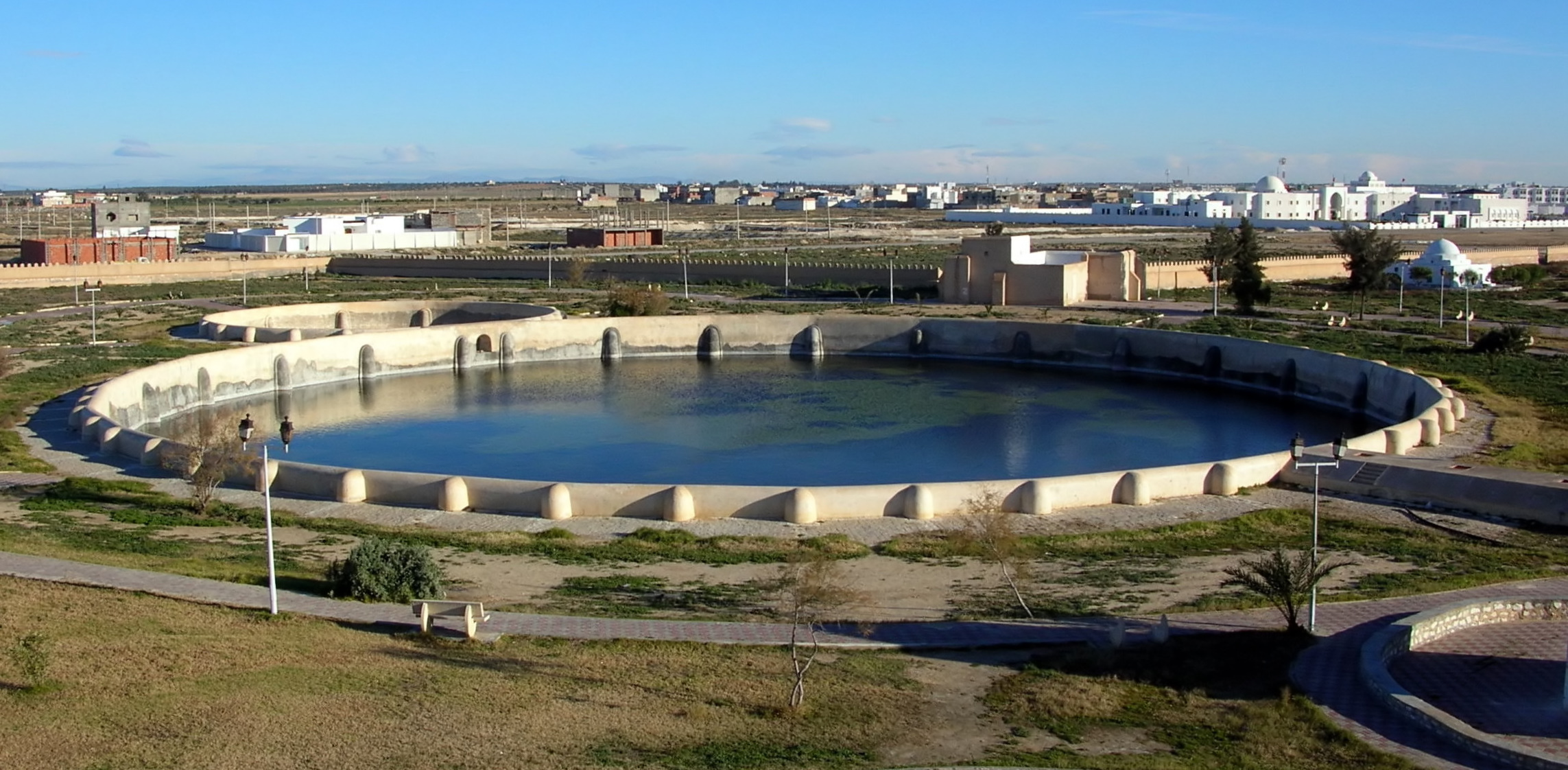
Aglabida ciszterna Kaiuránban

### A muszlim nyugat fővárosa: Kairuán
Az arab hódítások idején Kairuán csupán az észak-afrikai támadások kiindulópontjaként szolgáló egyszerű katonai tábor volt. Szidi Ukbar ibn Náfi, a bagdadi omajjád kalifa hadvezére 670-ben itt rendezte be székhelyét.
A kairuáni nagymecset az összes későbbi aglabida mecset előképének tekinthető. Részben Szamarrából szállított mázas csempékkel díszítették. A 862-körül épített díszesen esztergált fából készült minbar mezopotámiai mesterek alkotása.  
Tuniszban két nagyon fontos mecsetet építettek, az Okba-mecsetet és a Zaituna mecsetet.  A tuniszi nagymecsetben is a kiblafallal párhuzamos hajót dupla oszlopsor szegélyezi, kihangsúlyozva ezzel a kairuáni mecsetet imitáló T alaprajzot. Az oszlopokat itt is ókori épületekből hozták. 

### Vízművek – aglabida víztározók
Rakkada óriási víztározója jelképezi a muszlim vízművek építésénél használt fejlett technikát. A IX. századból fennmaradt számos kör alakú medence, víztározó nem csupán víztározó ciszternaként használták, hanem az uralkodók szórakoztatását is szolgálta, akik harci játékokat és vitorlás mulatságokat rendeztek bennük.

### Ima és harc – a muszlim ribát szerkezete és funkciója
Az erődítményeket ribátoknak nevezték, és a Földközi-tenger nyugati szigetei ellen indított hadjáratok kiindulópontjaként szolgált. A ribáthoz két fogalom kapcsolódott szorosan: a vallási elmélyülés és a szent háború (dzsihád fi szabil Alláh).
A ribát intézménye egy speciális építészeti stílust és egy bizonyos életmódot is megjelenített, amely hasonlóságot mutat az anatóliai és közép-ázsiai karavánszerájokkal.
A monasztiri ribát eredetileg négyzetes alaprajzú, bástyákkal megerősített falakról tanúskodik. Maga a ribát adta a város nevét is, amely a ’kolostor’ jelentésű görög monaszterion szóból ered.
MonastirRibat.jpg

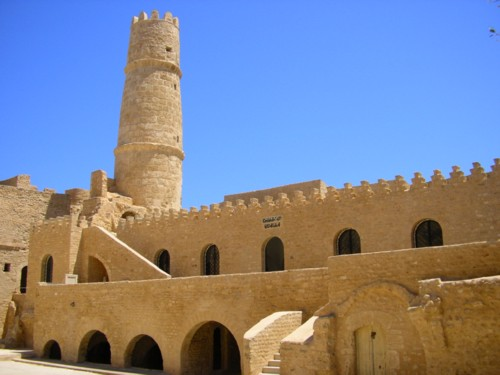
Ribát (erődítmény) Monasztírban
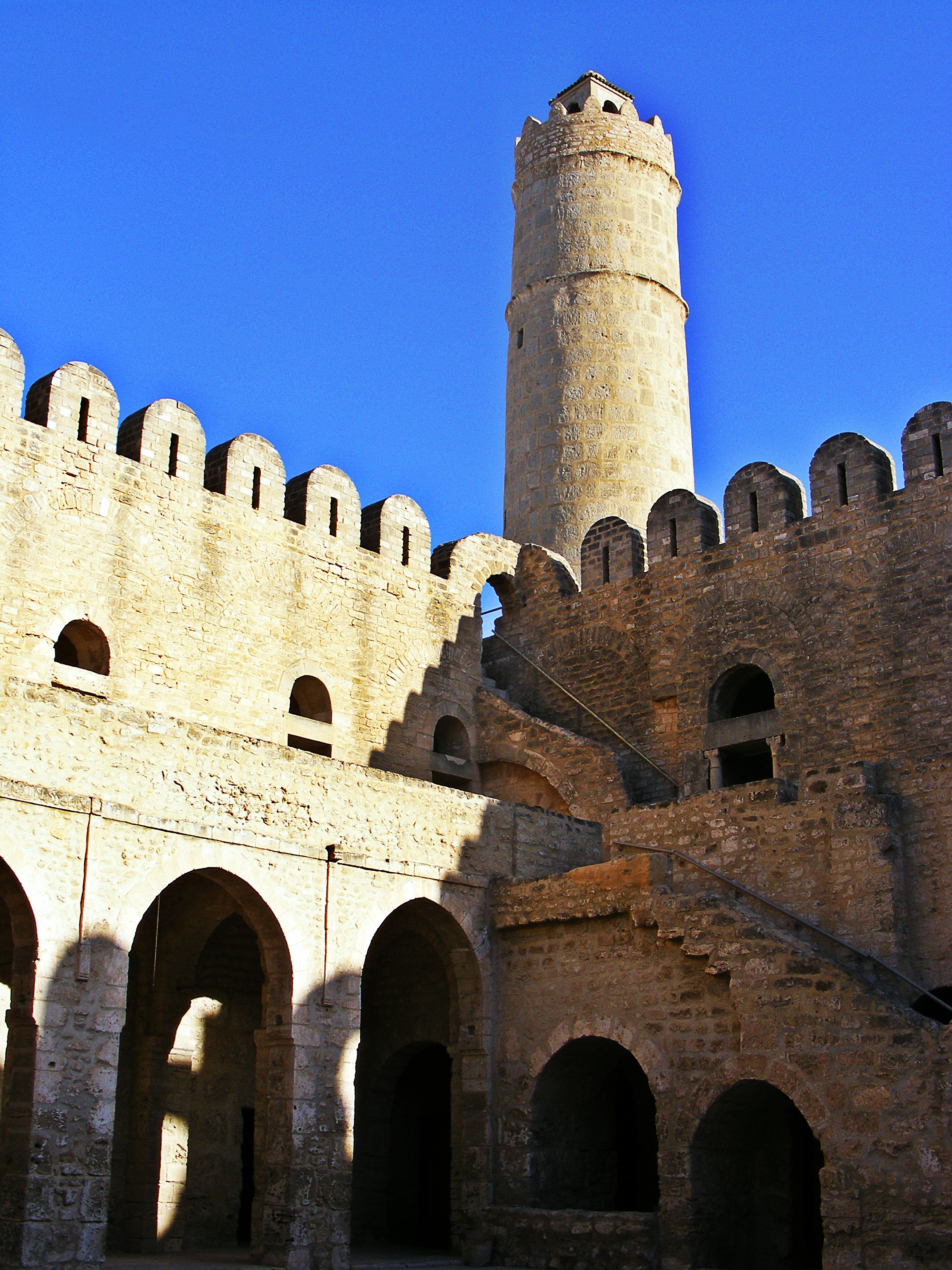
Ribát Szúszában
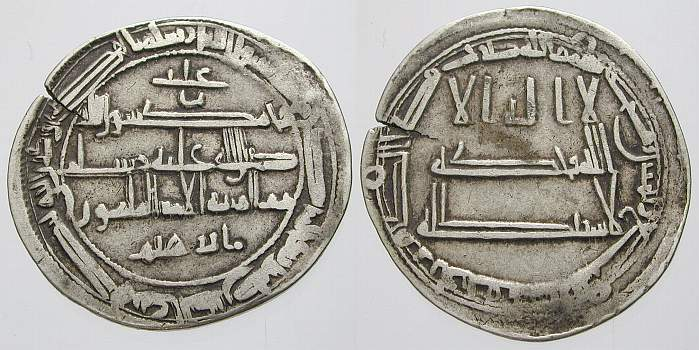
Aglabid dirham